# Tamás Kiss (kajakarz)
Tamás Kiss (ur. 9 maja 1987 w Ajce) – węgierski kajakarz, brązowy medalista olimpijski w konkurencji C-2 1000 m razem z György Kozmannem.

## Odznaczenia
- Złoty Krzyż Zasługi Republiki Węgierskiej (cywilny) – 2008[2]